# 岡山老街

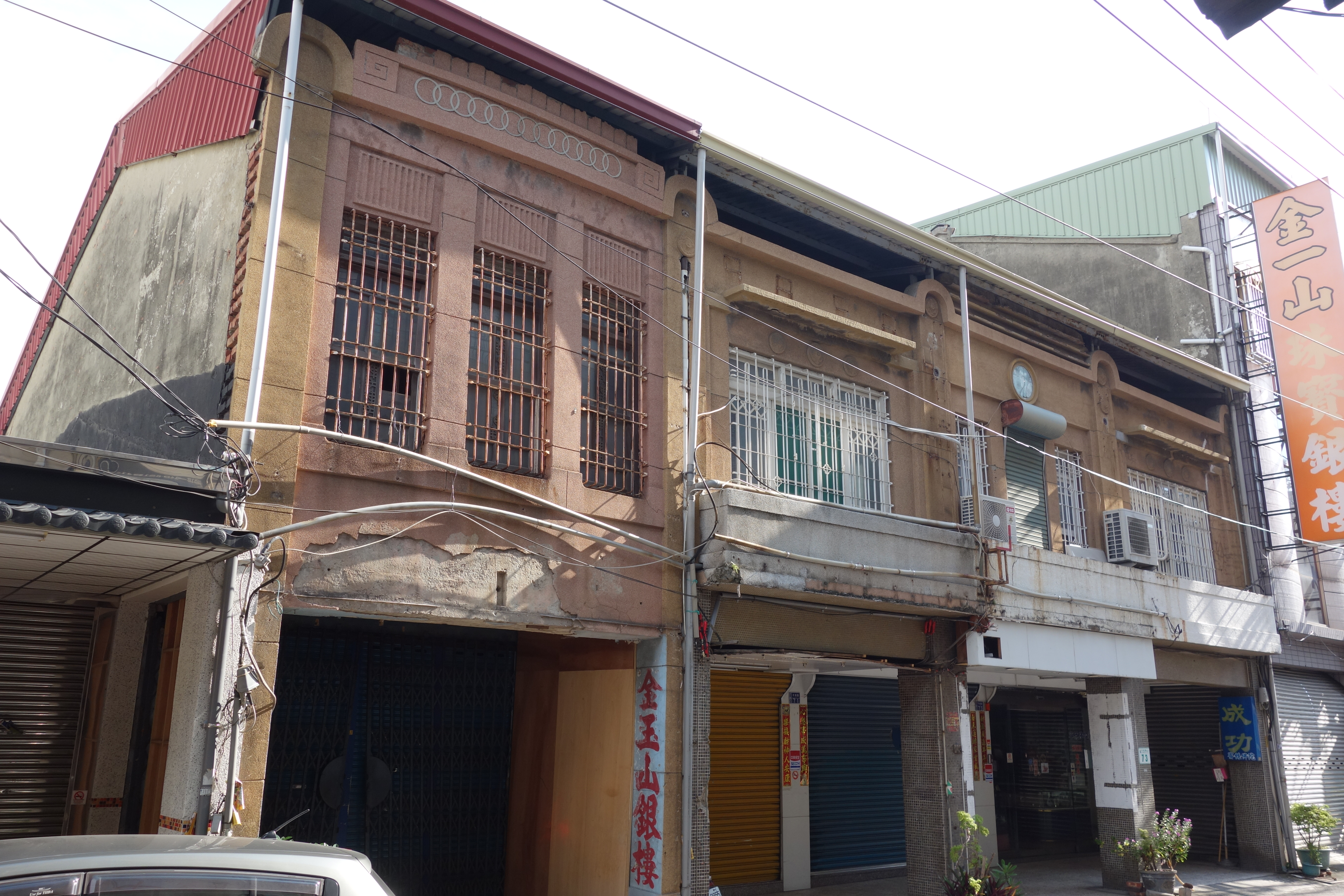
平和路的街屋

岡山老街（英語：Gangshan Old Street）位在中華民國高雄市岡山區，範圍為維仁路、開元街、平和路一帶，多以生活用品販售為主，早晨會有街道生鮮雜貨市集。

## 簡介
岡山老街為岡山區的主要商圈，範圍包含為維仁路、開元街、平和路（當地人又稱此為中街）除了販售岡山特產（豆瓣醬、龍眼蜜等），零售各種生活雜貨。因為緊鄰文賢與平安市場，早晨會有生鮮雜貨街道市集，為一天中老街商圈最熱鬧的時候。
岡山老街含括許多「岡山第一家」店鋪或生活設施，最早可追朔至清代。街景保存許多日治時期所建的西洋式建築與洋樓以及少數被翻新後的清朝中式建築。然而現今街景仍未有完善整理，許多建築特色被繁密的招牌遮蓋，有待更完整的規劃。

## 歷史

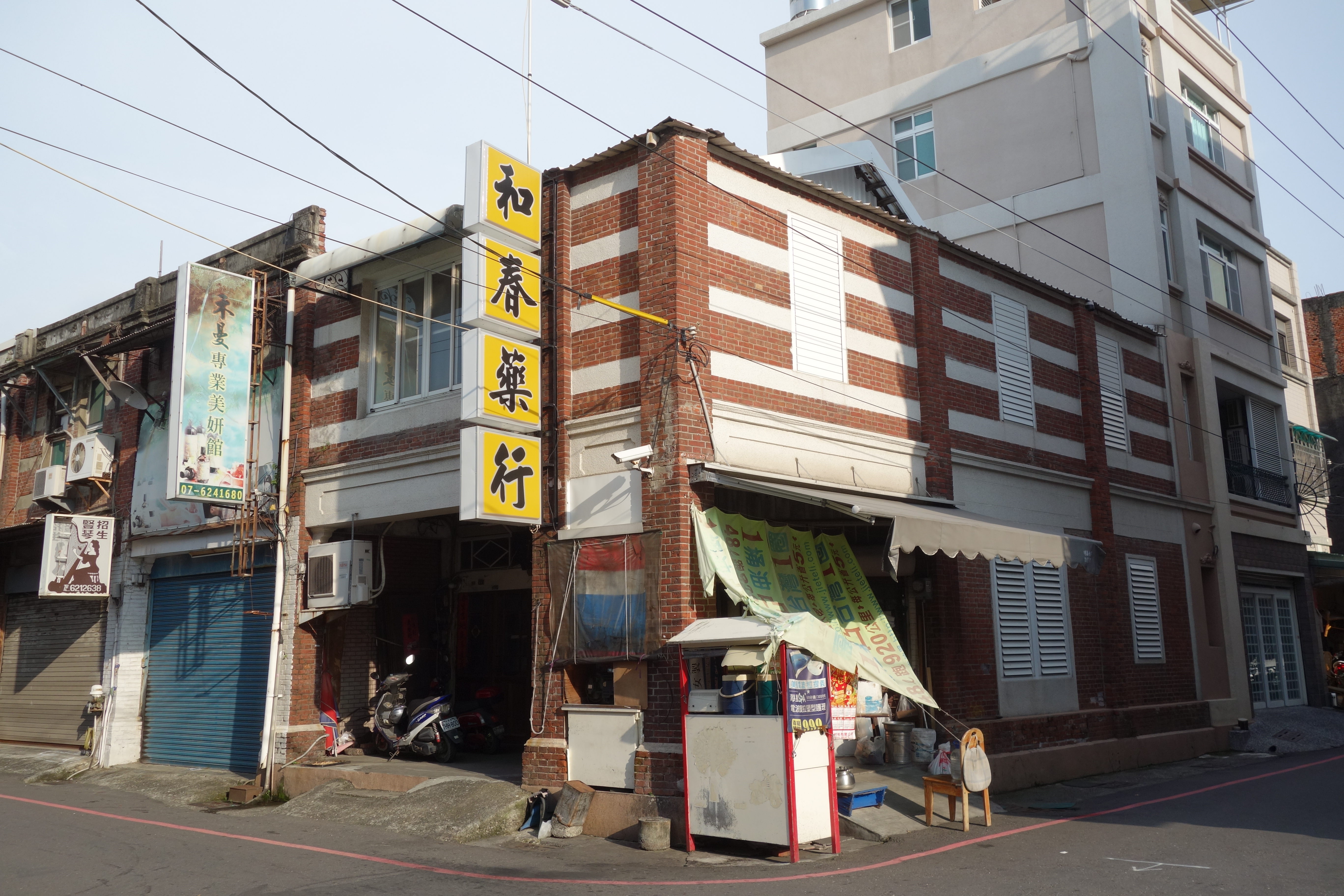
開元街的和春中藥行(原福月樓)

此商圈的群聚能夠追朔至明清時期平埔原住民的群聚，並以漁獵為生，之後漢人的移入為了交易方便，便在至今仁壽橋附近沿著阿公店溪逐漸形成貿易聚落。岡山位於高雄與台南市區間的重點中繼站，早在明清時期就已開始承擔此定位，擔當的不僅是平埔族與漢人的交易往來，更是作為早期漢人移民往北開墾的重要基地，生活用品也需要在此補給，逐漸形成至今所看到商圈雛形。

目前所見的岡山老街的風貌大多定型於日治時期，日治時期曾在岡山設立大日本帝國海軍航空隊基地（今空軍官校），大量軍眷住民的流入更加速此商圈的貿易發展與生活設施的更新，舉如建安醫院（岡山第一家醫院）即設立於此，也是岡山地區最早有紅綠燈且鋪有柏油路的，並且為了迎合大量官員與軍眷民，在商圈內部設立阿公店市場（平安市場前身）。由西洋式建築所構成的街景也是在日治時期所建成，而清代的中式建築因其老舊，目前僅維仁路一帶保存最為完善。

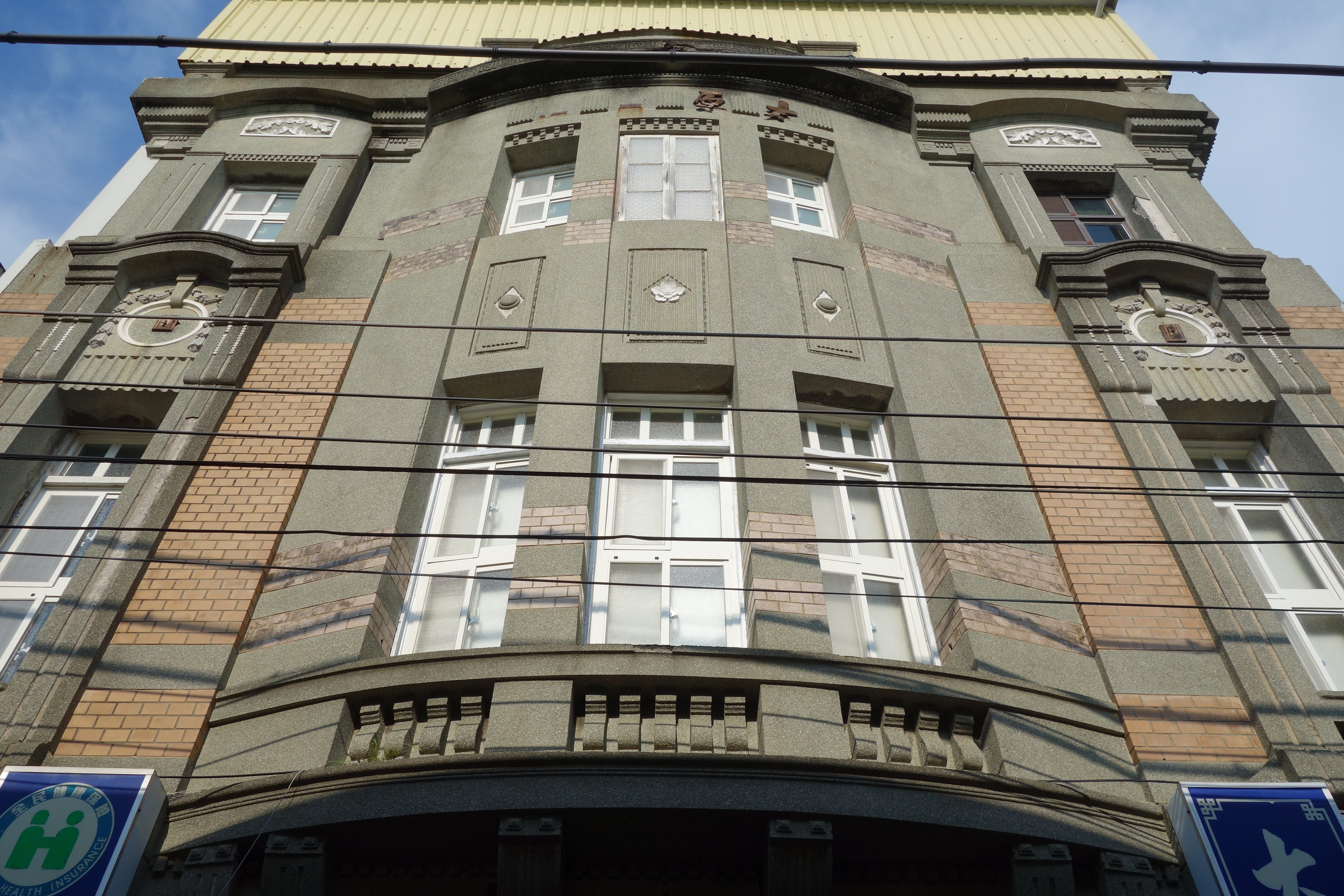
太原診所
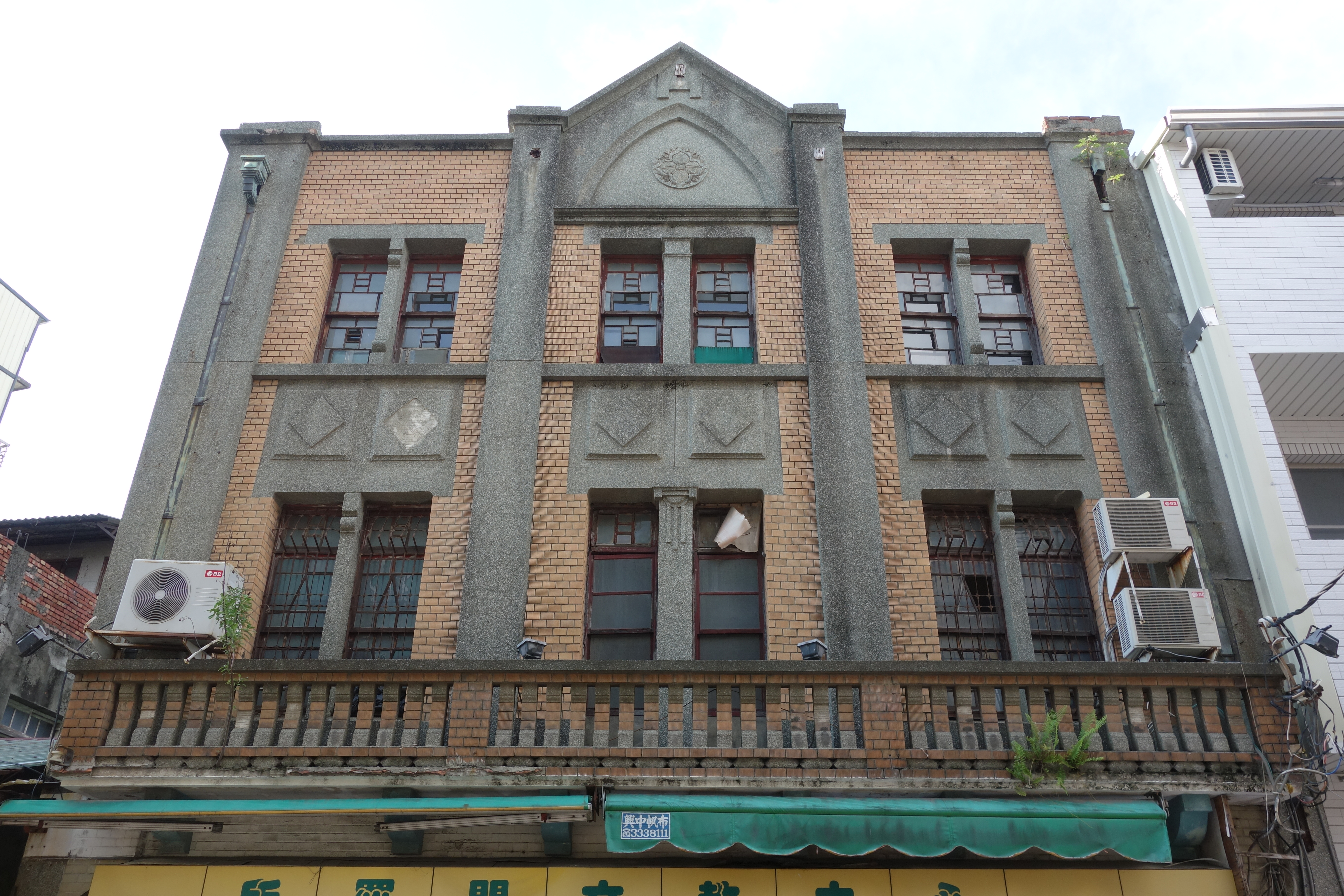
建安醫院
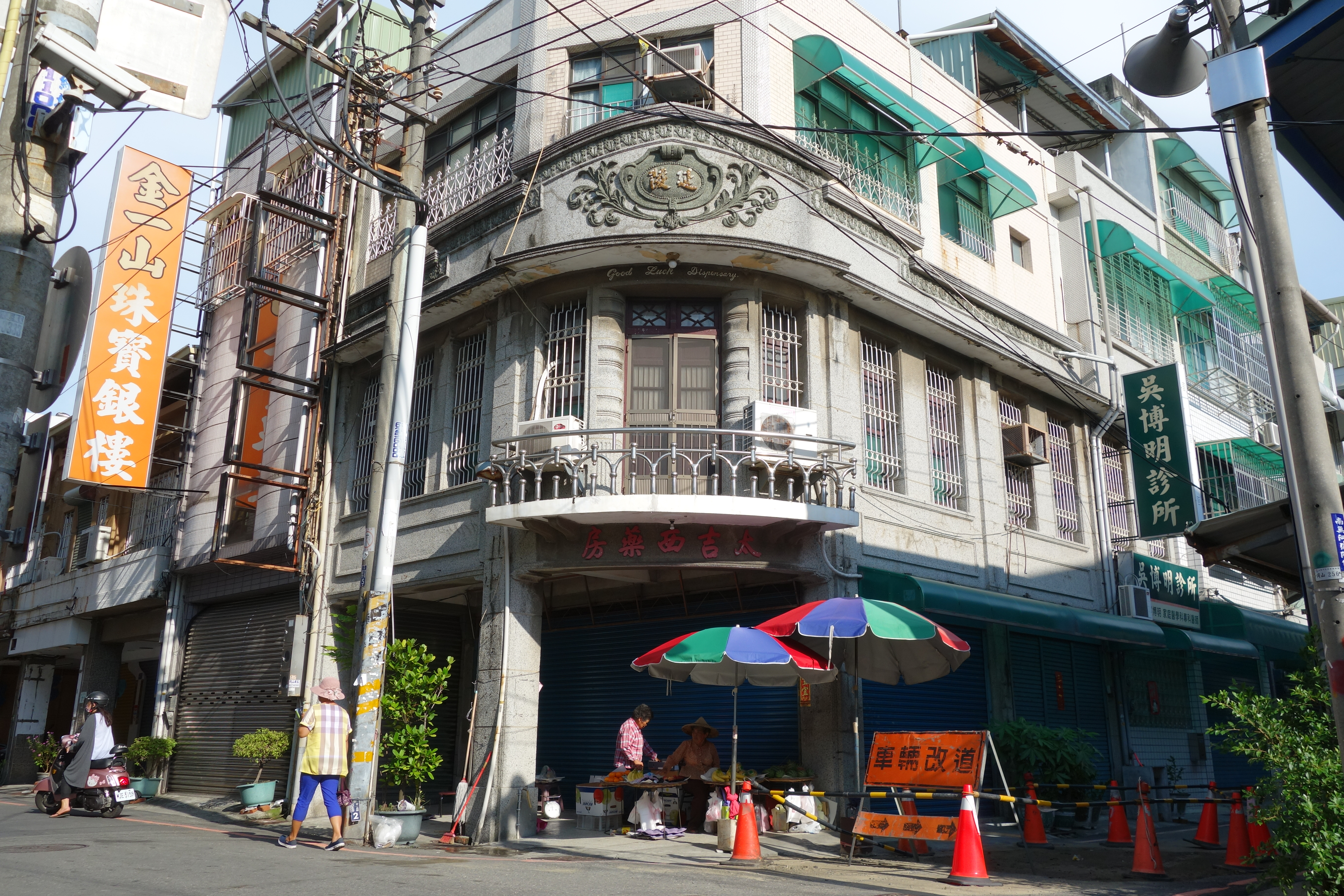
太吉西藥房
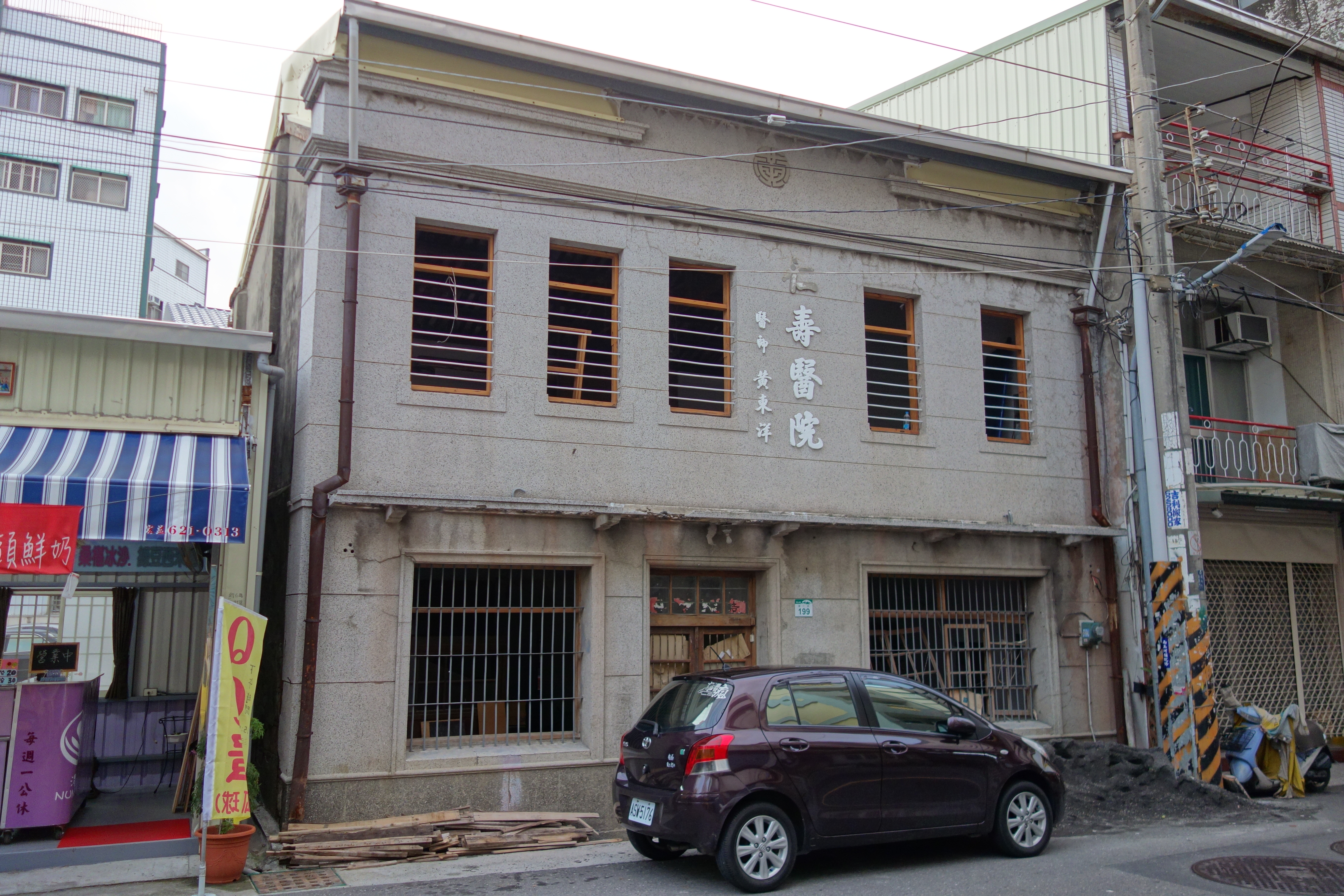
仁壽醫院
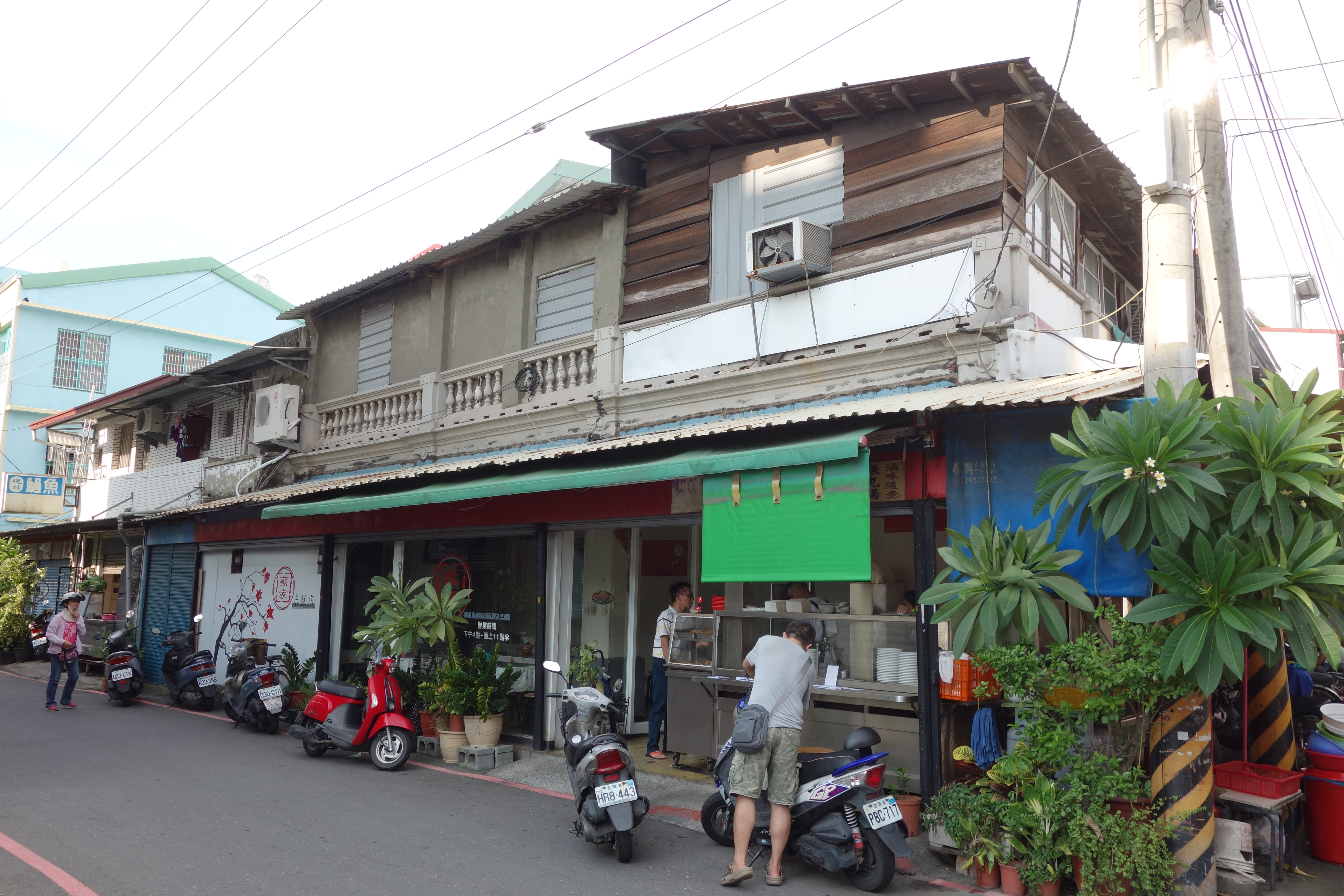
朝鮮樓
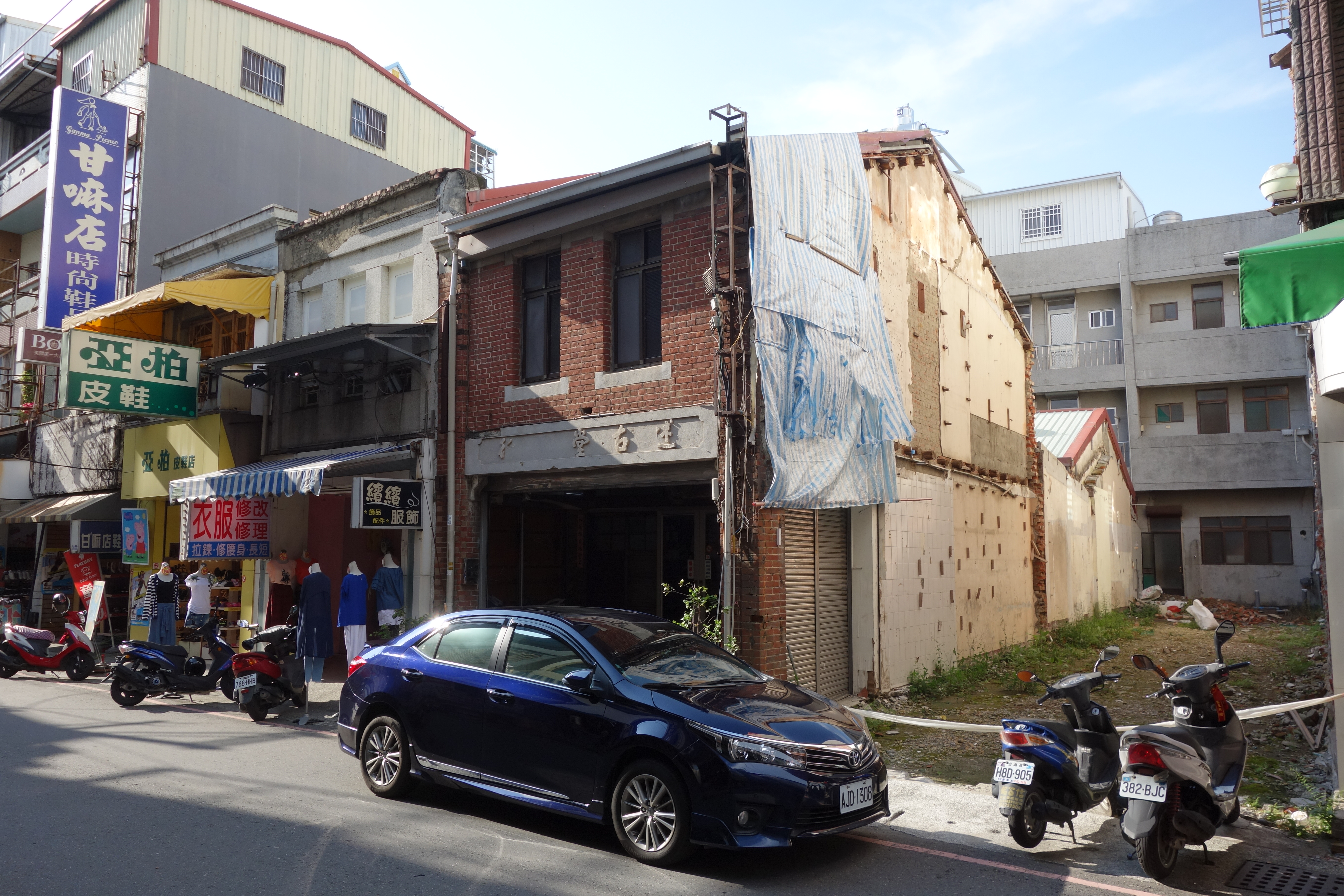
述古堂藥行

## 交通方式
搭乘高雄捷運紅線至岡山高醫站，並轉搭紅69公車到岡山高中站，步行兩分鐘即可到達。岡山站比起岡山高醫站更靠近老街商圈，可減少轉搭公車的時間。

## 未來規劃
未來此區將進行電線電纜地下化。

## 周邊觀光
- 岡山壽天媽祖廟
- 岡山公園
- 岡山河堤公園
- 梁王牌豆瓣醬
- 阿麗牌鍋燒意麵
- 文賢市場